# Drnava
Drnava és un poble i municipi d'Eslovàquia. Es troba a la regió de Košice, a l'est del país. El 2017 tenia 716 habitants.

## Història
La primera referència escrita de la vila data del 1364.

## Demografia
| Godina             | 1994 | 2004   | 2014   | 2024   |
| ------------------ | ---- | ------ | ------ | ------ |
| Nombre de persones | 658  | 672    | 696    | 689    |
| Diferència         |      | +2,12% | +3,57% | −1,00% |

| Godina             | 2023 | 2024   |
| ------------------ | ---- | ------ |
| Nombre de persones | 684  | 689    |
| Diferència         |      | +0,73% |